# Emmanuel Tuffour
Emmanuel Tuffour (né le 2 décembre 1966) est un athlète ghanéen, spécialiste du sprint.

## Biographie
Son meilleur résultat est une place de 7e sur 200 mètres lors des championnats du monde de 1993. Lors des Jeux olympiques de 1992, il manque sa qualification pour la finale de seulement 1/100e. Il a détenu le record national du 100 m, du 200 m, ainsi que du relais 4 × 100 m, en 38 s 12, réalisé en demi-finales lors des championnats du monde de 1997 à Athènes.

### Palmarès
| Date | Compétition                | Lieu      | Résultat | Épreuve   | Performance |
| ---- | -------------------------- | --------- | -------- | --------- | ----------- |
| 1988 | Championnats d'Afrique     | Annaba    | 2e       | 200 m     | 21 s 00     |
| 1988 | Championnats d'Afrique     | Annaba    | 2e       | 4 x 100 m | 39 s 44     |
| 1991 | Jeux africains             | Le Caire  | 3e       | 100 m     | 10 s 30     |
| 1991 | Jeux africains             | Le Caire  | 2e       | 200 m     | 20 s 59     |
| 1992 | Championnats d'Afrique     | Maurice   | 2e       | 200 m     | 21 s 28     |
| 1993 | Championnats du monde      | Stuttgart | 7e       | 200 m     | 20 s 49     |
| 1994 | Coupe du monde des nations | Londres   | 2e       | 4 × 100 m | 38 s 97     |
| 1995 | Jeux africains             | Harare    | 2e       | 100 m     | 10 s 28     |
| 1995 | Jeux africains             | Harare    | 2e       | 200 m     | 20 s 29     |
| 1995 | Jeux africains             | Harare    | 1er      | 4 x 100 m | 39 s 61     |
| 1996 | Jeux olympiques            | Atlanta   | DNS      | 4 × 100 m | —           |
| 1997 | Championnats du monde      | Athènes   | 5e       | 4 × 100 m | 38 s 26     |

### Records
| Épreuve              | Performance | Lieu         | Date              |
| -------------------- | ----------- | ------------ | ----------------- |
| 60 mètres (en salle) | 6 s 69      | Séville      | 8 mars 1991       |
| 100 mètres           | 10 s 07     | Schriesheim  | 17 juin 1994      |
| 200 mètres           | 20 s 15     | Johannesburg | 23 septembre 1995 |